# Wendelstein (Berg)

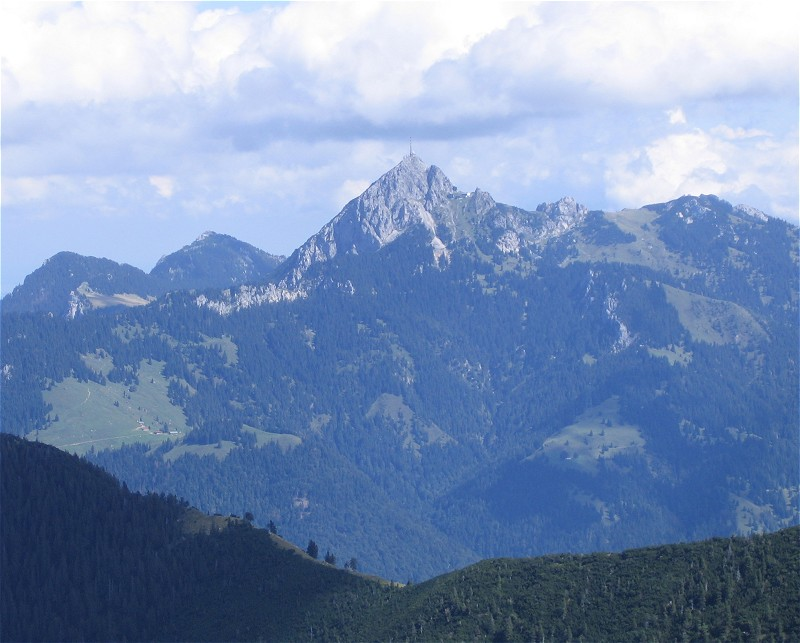
Der Wendelstein von Westen gesehen

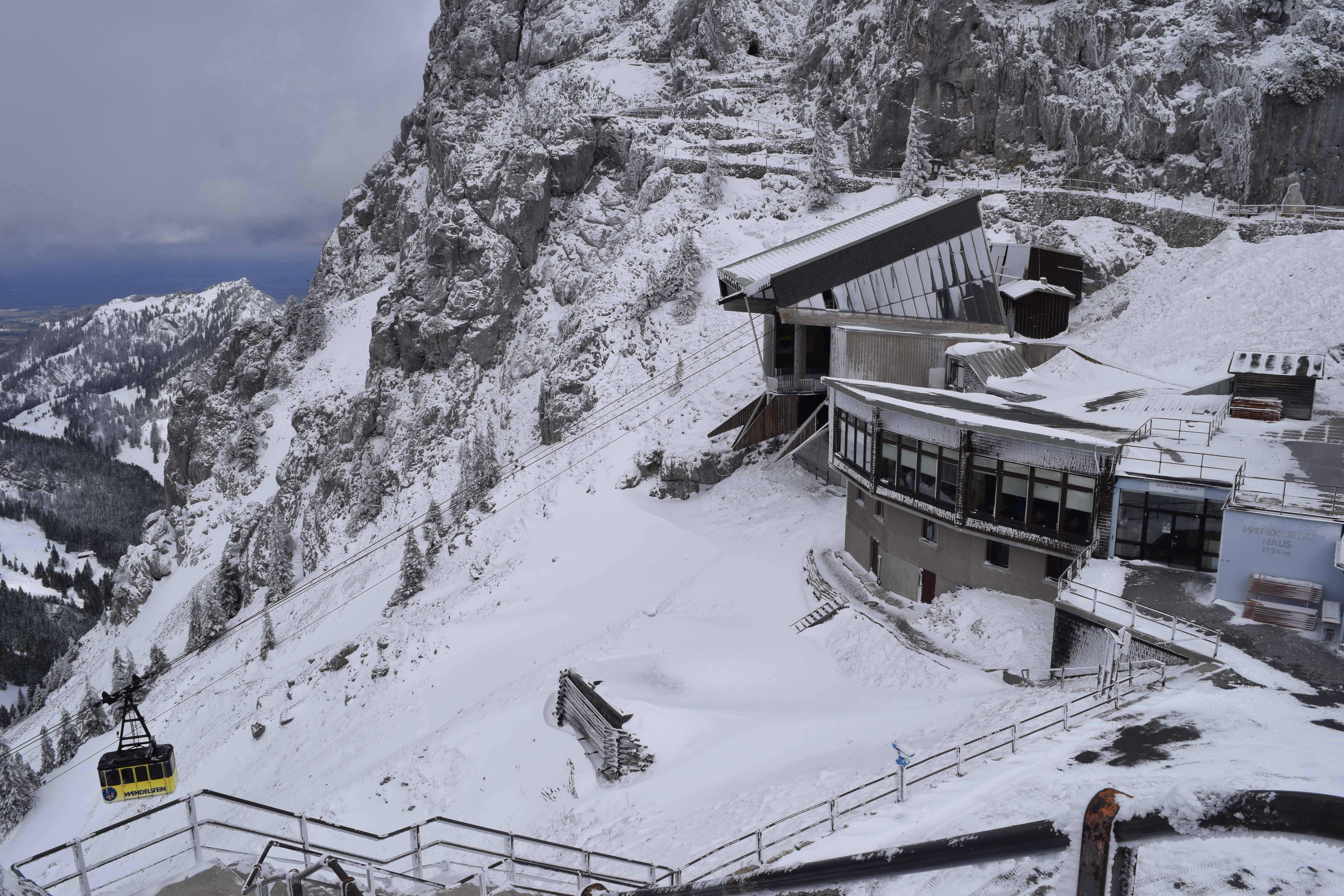
Blick zur Bergstation der Seilbahn

Der Wendelstein ist ein 1838 m ü. NHN hoher Berg der Bayerischen Alpen. Er gehört zum Mangfallgebirge, dem östlichen Teil der Bayerischen Voralpen. Er ist der höchste Gipfel des Wendelsteinmassivs. Wegen seiner exponierten Lage bietet er eine sehr gute Aussicht ins bayerische Alpenvorland und ist umgekehrt im weiten Umkreis zu erkennen. Er liegt zwischen den Flusstälern von Leitzach und Inn.  Er ist mit der Wendelstein-Seilbahn und der Wendelstein-Zahnradbahn erschlossen. An seinen nördlichen Ausläufern entspringt der Jenbach, der auf seinem Weg zur Mangfall zur Kalten wird.

## Lage
Der Berg liegt im Landkreis Miesbach und im Landkreis Rosenheim, jeweils in Oberbayern. Am Gipfel treffen die Grenzen der Gemeinden Bayrischzell (Süden), Brannenburg (Nordosten) und Fischbachau (Nordwesten) zusammen. Talorte sind unter anderem Bayrischzell, Brannenburg (Zahnradbahn) und Osterhofen (Gemeinde Bayrischzell, Seilbahn).

## Geographie

### Geologie
Der Berg besteht hauptsächlich aus Wettersteinkalk aus der oberen Trias mit Dasycladaceen – dies sind marine Algen, deren Habitat flache Lagunen tropischen Klimas sind. Die Farbe des Gesteins variiert zwischen grauweiß und hellgrau bis gefleckt.

### Klima
Der Jahresniederschlag liegt bei 1713 mm in der Referenzperiode 1961–1990 und ist damit im deutschlandweiten Vergleich extrem hoch, da er in das obere Zwanzigstel der in Deutschland erfassten Werte fällt. An 99 % der Messstationen des Deutschen Wetterdienstes werden niedrigere Werte registriert. Im Zeitraum von 1971 bis 2000 ist der Jahresniederschlag um etwa 40 mm im Vergleich zur Normperiode gesunken. Die meisten Niederschläge fallen mit 199 mm im Juli und damit ca. 2,6-mal so viel wie im trockensten Monat, dem Oktober. Die jahreszeitlichen Schwankungen sind extrem groß. An nur drei Prozent der Messstationen werden höhere jahreszeitliche Schwankungen registriert. Aufgrund seiner exponierten Lage treten am Wendelstein – insbesondere bei Föhn – oft sehr hohe Windgeschwindigkeiten auf. Der während des Orkans Lothar gemessene Rekord beträgt 259 km/h.
|                        | Jan  | Feb  | Mär  | Apr  | Mai | Jun | Jul | Aug | Sep | Okt | Nov  | Dez  |   |      |
| Mittl. Temperatur (°C) | −4,6 | −4,7 | −3,0 | −0,3 | 4,1 | 7,1 | 9,4 | 9,4 | 7,4 | 4,8 | −0,7 | −3,3 | ⌀ | 2,2  |
|                        |      |      |      |      |     |     |     |     |     |     |      |      |   |      |
| Niederschlag (mm)      | 130  | 132  | 136  | 151  | 146 | 184 | 199 | 191 | 117 | 76  | 119  | 132  | Σ | 1713 |
|                        |      |      |      |      |     |     |     |     |     |     |      |      |   |      |
| Sonnenstunden (h/d)    | 3,2  | 3,8  | 4,2  | 4,4  | 5,2 | 5,2 | 6,1 | 5,7 | 5,4 | 5,3 | 3,5  | 3,1  | ⌀ | 4,6  |

|  |

|  |

|  |

|  |

|  |

|  |

|  |

|  |

|  |

|  |

|  |

|  |

|  |

|  |

|  |

|  |

|  |

|  |

|  |

|  |

|  |

|  |

|  |

|  |

| N i e d e r s c h l a g | 130 | 132 | 136 | 151 | 146 | 184 | 199 | 191 | 117 | 76  | 119 | 132 |
|                         | Jan | Feb | Mär | Apr | Mai | Jun | Jul | Aug | Sep | Okt | Nov | Dez |

## Erschließung

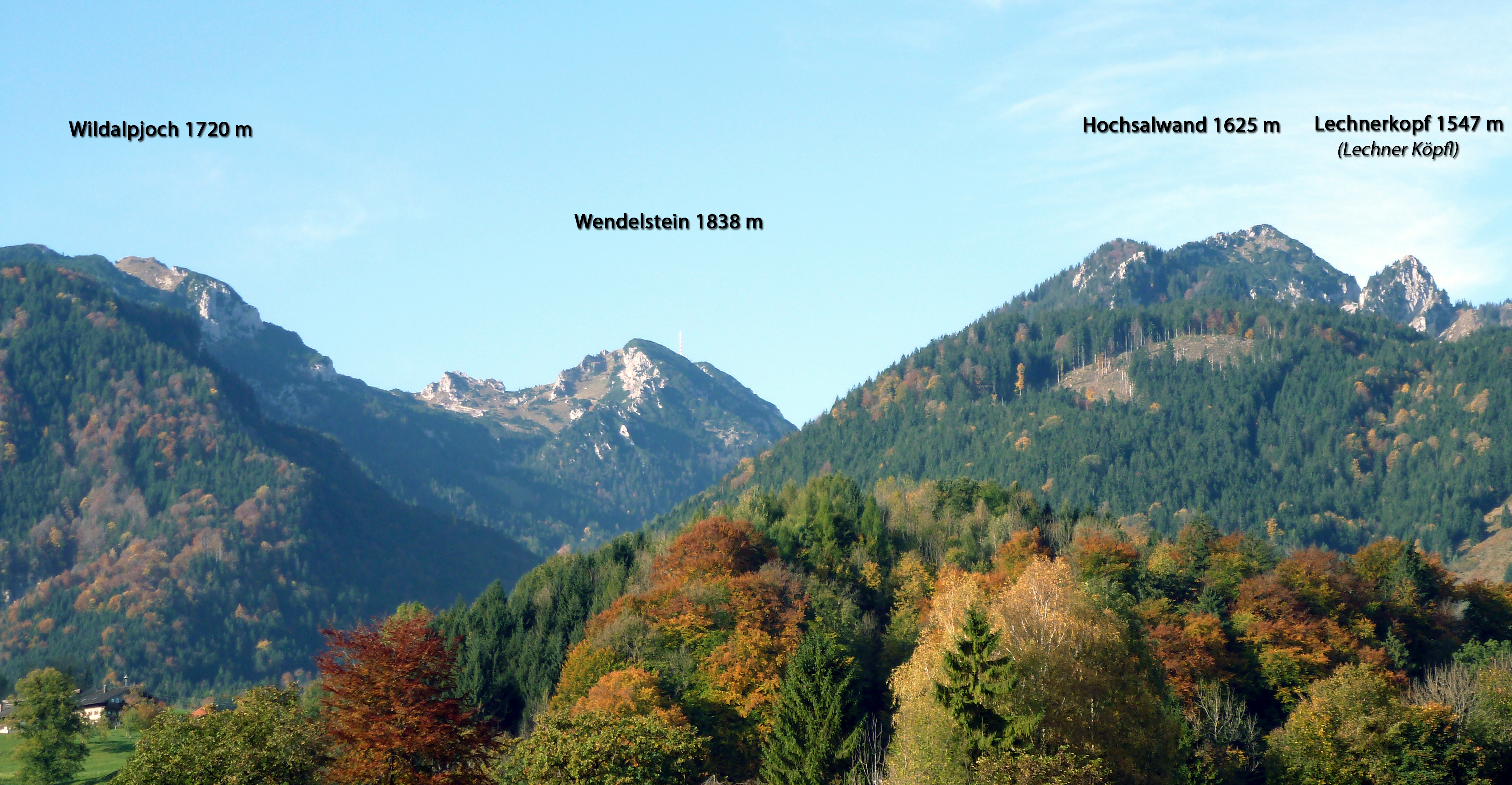
Der Wendelstein von Osten (Brannenburg) gesehen, im Vordergrund der Steinberg. Typischerweise scheint der Wendelstein vom Inntal aus betrachtet niedriger zu sein als die benachbarten Gipfel

Auf dem Berggipfel des Berges befindet sich mit der Wendelstein-Kapelle, einer Sternwarte, einer ehemaligen Wetterwarte und einer weithin sichtbaren Sendeanlage des Bayerischen Rundfunks sowie zahlreichen weiteren Telekommunikationssende-/antennenanlagen eine reichhaltige Infrastruktur. Etwa hundert Meter unterhalb des Gipfels, auf dem Plateau zwischen Wendelstein und Schwaigerwand, liegen der Berggasthof, die Endstationen von Zahnradbahn und Seilbahn, die Betriebsgebäude des Senders, das ehemalige Berghotel (über dem Bahnhof), eine Diensthütte der Bergwacht sowie das bekannte Wendelstein-Kircherl.
Die Gebäude rund um die Bergstationen sind mit dem 100 m höher gelegenen Gipfel über einen befestigten Weg verbunden, der durch zahlreiche Treppen und Serpentinen den Gipfel auch für ungeübte Wanderer ersteigbar macht. Da der Weg im Winter nicht benutzt werden kann, existiert für die Mitarbeiter von Sternwarte, Wetterdienst und Sender in der Mitte des Berges ein Aufzug, der über einen Stollen vom Bahnhof der Zahnradbahn aus erreicht werden kann.
Die 1912 von Otto von Steinbeis erbaute Wendelsteinbahn ist die älteste noch im Betrieb befindliche Zahnradbahn Bayerns. Seit ihrer Sanierung Anfang der 1990er Jahre verkehren auf ihr moderne Zahnradtriebwagen, durch die sich die Fahrzeit von 55 Minuten auf etwa eine halbe Stunde verkürzte.
In der Nähe der Zahnradbahn-Bergstation liegt die gut erschlossene Wendelsteinhöhle mit einigen Tropfsteinen, in der sich bis weit in den Sommer hinein Eis hält.
Verschiedene Wege rund um den Wendelstein sind als Geopark ausgeschildert.
Die schöne Panoramasicht vom Gipfel aus und die leichte Erreichbarkeit mit den beiden Bergbahnen haben den Wendelstein trotz seiner relativ dichten Bebauung zu einem der bekanntesten und beliebtesten Berge der Bayerischen Alpen gemacht. Der Berggipfel ist auch zu Fuß unschwer erreichbar. Für den an der Talstation der Wendelstein-Seilbahn in Bayrischzell-Osterhofen beginnenden Weg benötigt man rund drei Stunden Gehzeit bis zum Gipfel.
Der Gipfel wird von der Wendelstein-Ringlinie mit Linienbussen umrundet.

## Wendelsteinkircherl und Wendelsteinkapelle

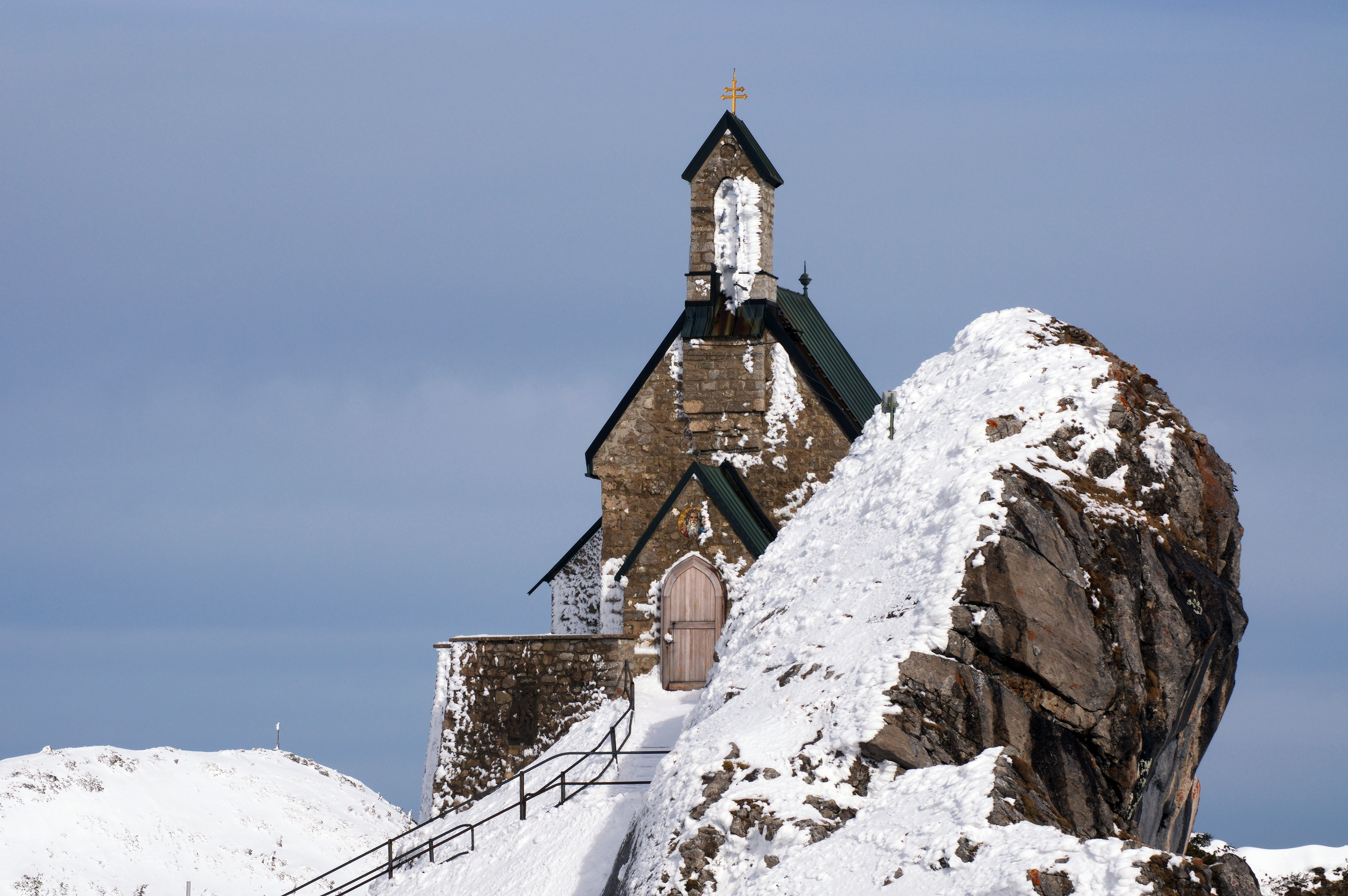
Wendelsteinkircherl

Am 20. August 1890 wurde auf der Schwaigerwand, einem Felsrücken hundert Meter unterhalb des Gipfels, das Wendelsteinkircherl geweiht, die bis heute höchstgelegene Kirche Deutschlands. Die Bezeichnung „höchstgelegene Kirche Deutschlands“ trägt das Wendelsteinkircherl unangefochten – alle höhergelegenen Gotteshäuser (wie beispielsweise die 1981 geweihte Zugspitzkapelle) sind im kirchenrechtlichen Sinne keine Kirchen, sondern Kapellen.
Häufig wird das Wendelsteinkircherl auch als Kapelle oder Wendelstein-Kapelle bezeichnet – das ist nicht nur im kirchenrechtlichen Sinne falsch, sondern auch irreführend, denn es gibt neben dem Wendelsteinkircherl tatsächlich auch noch eine Wendelstein-Kapelle. Diese ist dem heiligen Wendelin geweiht und steht direkt auf dem Gipfel. Diese Gipfelkapelle, ein kleiner Holzbau, wurde im Jahr 1718 von dem Bauer Georg Klarer vom Sixtenbauernhof in Bayrischzell als Votivkapelle für die Wiederauffindung seiner beiden im Nebel auf den Almweiden am Berg verloren gegangenen Pferde errichtet. Das Patrozinium der Kapelle wurde wohl deshalb gewählt, da Wendelin als Viehpatron verehrt wird. Der Name des Berges „Wendelstein“ wird teilweise mit dem Wendelin-Patronzinium der Kapelle in Verbindung gebracht. Seit dem Jahr 1989 obliegt die Instandhaltung der kleinen Wendelin-Kapelle auf 1838 Metern Höhe den oberbayerischen Gebirgsschützen. Im Mai 2018 wurde das dreihundertjährige Bestehen der Wendelin-Kapelle feierlich begangen.

## Bergwetterwarte und Observatorium

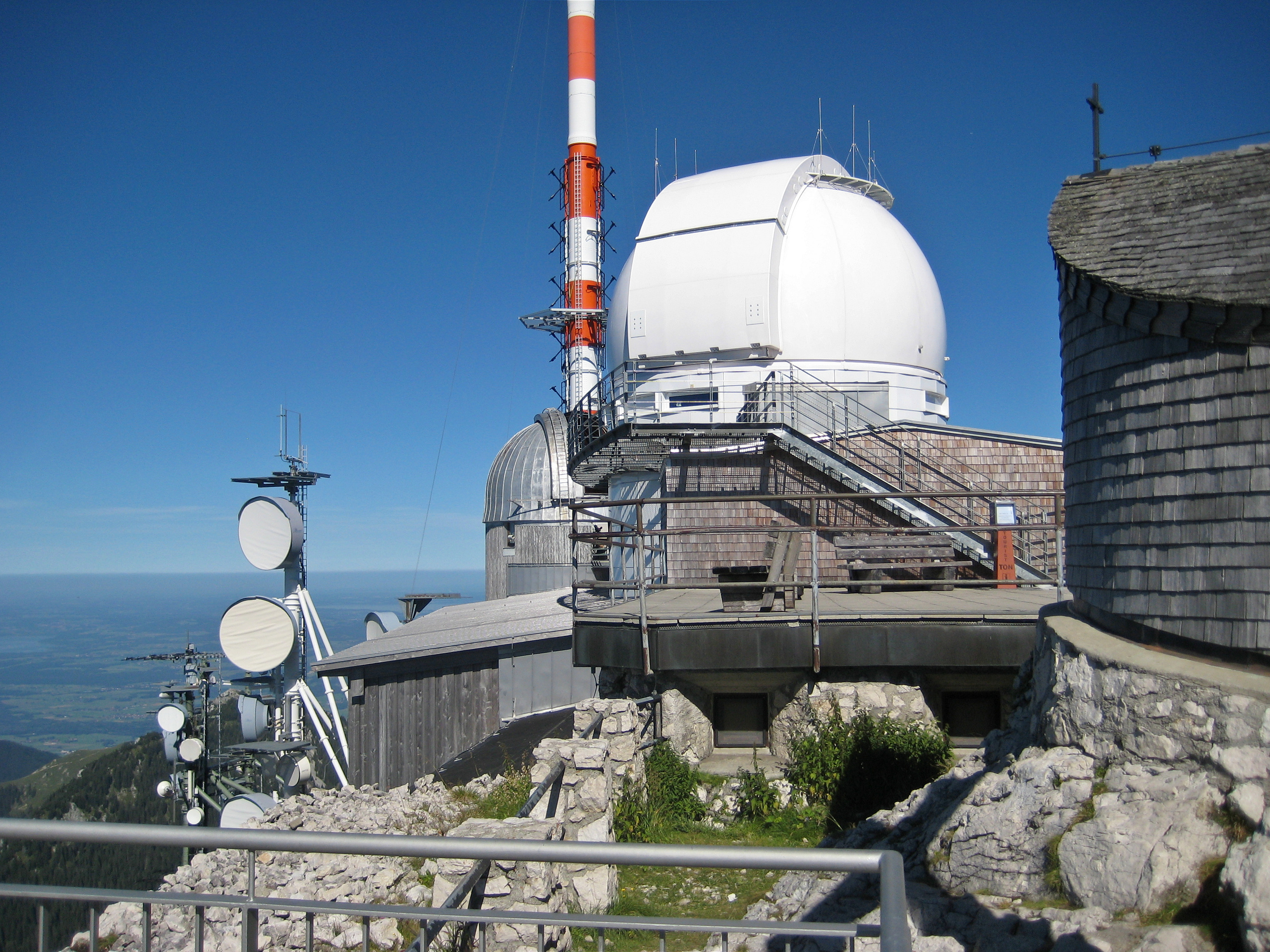
Observatorium und Sendeanlagen

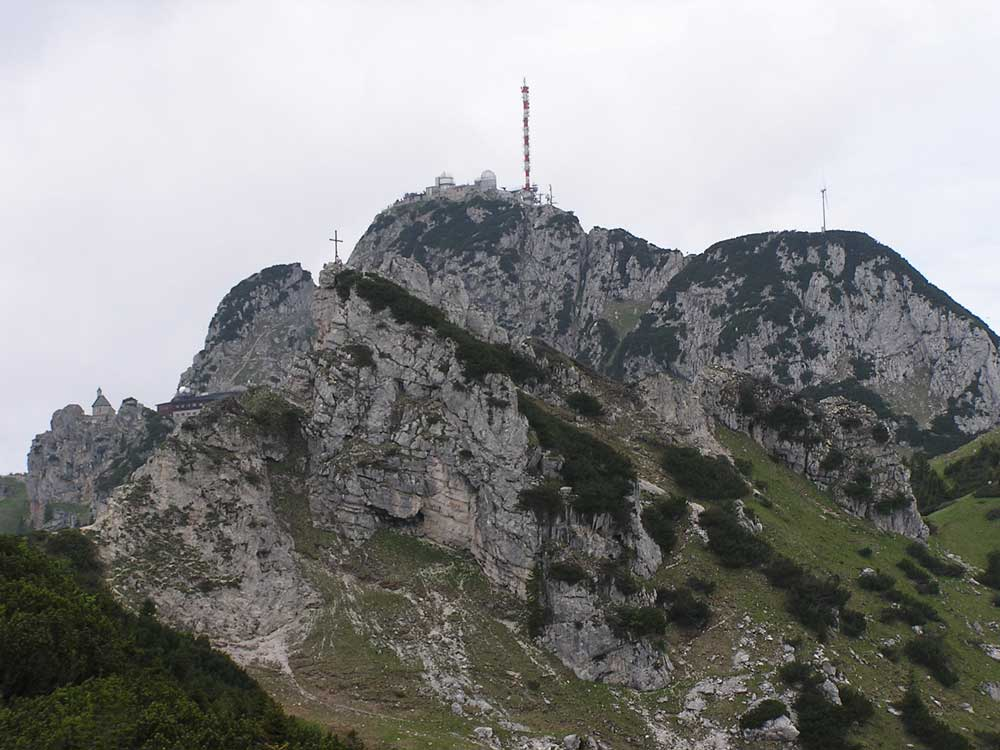
Der Wendelstein von Süd-Osten gesehen. Im Vordergrund (mit Gipfelkreuz) die Kesselwand. Zwischen Kesselwand und Wendelstein liegt auf etwa 1600 m Höhe der Reindler-Kessel, durch den die Zahnradbahn zur Bergstation führt. Der Eindruck, Kesselwand und Wendelstein würden ein einziges Massiv bilden, täuscht.

Am Gipfel des Wendelsteins gab es bis 2012 eine rund um die Uhr besetzte Wetterwarte des Deutschen Wetterdienstes, und bis heute gibt es dort ein Observatorium des Instituts für Astronomie und Astrophysik der Ludwig-Maximilians-Universität München. Mit durchschnittlich über 120 klaren Nächten im Jahr ist der Standort Wendelstein in Deutschland besonders prädestiniert für solche Anlagen.
Erste Wetterbeobachtungen wurden auf dem Wendelstein in einem an der Gipfelkapelle provisorisch errichteten Observatorium von Paul Schiegg ab Juli 1804 vorgenommen, die Aufzeichnungen wurden jedoch häufig durch Gewitter, Sturm, Schnee und Regen vereitelt. 1883 wurde durch Fritz Erk von der königlich bayrischen meteorologischen Zentralstation München auf 1700 m Höhe die Meteorologische Station Wendelsteinhaus errichtet,  die erste Alpenstation im königlich bayerischen meteorologischen Stationsnetz. Die Postbeförderung zu und von dieser Station wurde im Winter durch die Mitglieder des Alpenvereins Wendelsteinhaus und im Sommer durch Touristen durchgeführt. Im Jahre 1962 wurde die heutige Wetterwarte auf dem Gipfel erbaut, diese war rund um die Uhr mit hauptamtlichem Personal besetzt. Nach 130 Jahren der ununterbrochenen Wetterbeobachtung entschied sich der Deutsche Wetterdienst, die Station am 21. September 2012 aus Kostengründen aufzugeben. Damit endeten die Wetteraufzeichnungen am Wendelstein.
Die Sternwarte wurde im Dezember 1939 von Karl-Otto Kiepenheuer als Sonnenobservatorium der Luftwaffe der Wehrmacht gegründet. Durch Beobachtung der Sonnenaktivität sollte eine möglichst genaue Vorhersage der optimalen Frequenzen für den militärischen Funkverkehr ermöglicht werden. Nach dem Zweiten Weltkrieg wurde das Observatorium für den gleichen Zweck von den US-Streitkräften finanziert. Seit 1949 gehört die Anlage zur Universität München. In den sechziger Jahren wurde das Observatorium um einen Koronographen erweitert; mit diesem Gerät konnte nun auch die Sonnenatmosphäre erforscht werden. Wegen der zunehmendem Luftverschmutzung und einer Verlagerung der Forschungsschwerpunkte hin zur Nachtastronomie wurde die wissenschaftliche Sonnenbeobachtung in den 80er Jahren eingestellt. Seit 1988 ist die Anlage eine reine Sternwarte; die Kuppel des Koronografen dient heute nur noch zu Anschauungszwecken. Zunächst wurde vom Wendelstein aus mit Hilfe eines 80-cm-Spiegelteleskops und CCD-Kameras durch Auswertung von Sternbedeckungen nach extrasolaren Planeten gesucht und nach Veränderlichen Sternen in Zwerggalaxien geforscht.
Seit dem 21. Mai 2012 wurde das 80-cm-Teleskop vom Fraunhofer-Teleskop abgelöst, einem Instrument mit zwei Metern Öffnung.
Darüber hinaus existierte von 1950 bis 1960 eine Sternwarte auf dem Ostgipfel des Wendelsteins, bestehend aus einer Beobachtungskuppel und einem Wohnhaus. Dort forschte der Astronom Rudolf Kühn. Die Anlage wurde um 1965 komplett abgerissen, lediglich Überreste der Fundamente sind bis heute sichtbar. Dort, wo früher die Beobachtungskuppel stand, wurde später eine Windkraftanlage errichtet, die jedoch 2007 wieder abgebaut wurde.
Neben der heutigen Sternwarte werden auch drei Amateurfunk-Relaisstationen im 2-m-, 70-cm- und 23-cm-Band betrieben.

## Skigebiet

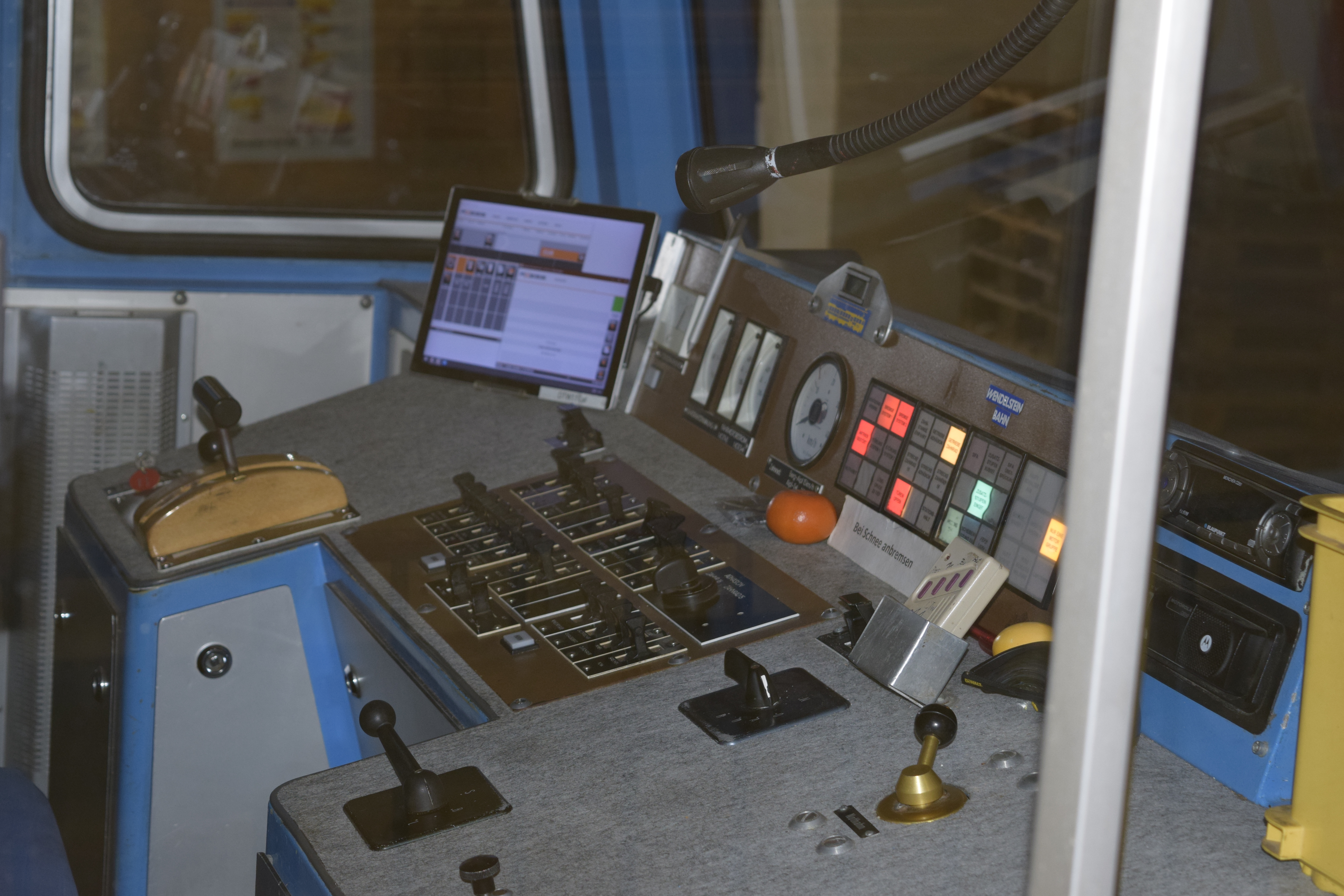
Führerpult der Wendelsteinbahn

Die Wendelstein-Seilbahn, die Wendelstein-Zahnradbahn und zwei Schlepplifte erschließen ein kleines, aber anspruchsvolles Skigebiet. Pläne, eine Verbindung zum Skigebiet Sudelfeld herzustellen, wurden verworfen. Wegen eines Rechtsstreits mit einem Almbauern ruhte der Skibetrieb am Wendelstein von 1995 bis 1997.
Trotz zahlreicher Sprengungen und anderer Baumaßnahmen in den vergangenen 40 Jahren sind die meisten Pisten am Wendelstein schroffe Steilhänge, die nur für geübte Skifahrer geeignet sind. Die „gefürchtetste“ Abfahrt ist die Ostabfahrt, die von der Endstation des Lacherliftes zur Mitteralm führt. Auf 3,8 km Länge überwindet diese Abfahrt 500 m Höhenunterschied. Ähnlich schwierig, wenn auch nur wenige hundert Meter lang, ist die Abfahrt über den so genannten Hotelhang, die das eigentliche Skigebiet von den Endstationen der beiden Bergbahnen aus erschließt – hier muss jeder Skifahrer durch, auch wenn sein Ziel die etwas leichteren Abfahrten rund um die Wendelstein-Almen sind. An den Wendelsteinalmen beginnt auch der Lacherlift, der die Ostabfahrt erschließt. Die Abfahrt vom Hotelhang zu den Wendelsteinalmen führt am so genannten Krematorium vorbei, einer Felswand, die bei schönem Wetter der prallen Sonne ausgesetzt ist. Der Platz wurde deshalb früher von Skifahrern zum Sonnenbaden und Bräunen genutzt – eben um „Leichen zu verbrennen“, daher der makabre Name. Im weiteren Verlauf gibt es zwei Möglichkeiten: einen Steilhang und die etwas leichtere Variante über „Davos“ – „da wo’s“ leichter geht, so der Volksmund.

## Sonstiges
- 1916–1917 baute das Unternehmen Maybach-Motorenbau auf dem Wendelstein einen Motorenprüfstand für den Höhenmotor Mb IVa. Der Motor wurde u. a. in Zeppelin-Luftschiffen und in den Rumpler-Langstrecken-Aufklärern C.VI und C.VII eingesetzt.[11]
- Einer der Schauplätze der Episode Die Bergtour aus Meister Eder und sein Pumuckl (Erstausstrahlung 1988) ist die Wendelsteinbahn bei der Talstation in Brannenburg.[12]
- 2005 wurden mehrere Szenen der Komödie Wer früher stirbt ist länger tot auf dem Gipfel des Berges gedreht.[13]
- 2010 diente der Wendelstein neben dem Kitzbüheler Horn unter dem Namen Engelstein als Kulisse und Drehort für den ZDF-Fernsehkrimi Tod am Engelstein.
- Die Stellarator-Experimente des Max-Planck-Instituts für Plasmaphysik, die im bayerischen Garching bei München stattfanden, sind nach dem Berg Wendelstein benannt. Bereits Ende der 1950er Jahre wurde dieser Berg als Namensgeber der deutschen Stellaratoren gewählt, in Anlehnung an das frühe, bis 1959 geheime US-amerikanische Stellarator-Projekt „Matterhorn“ in Princeton. Auch für das aktuelle Experiment, Wendelstein 7-X in Greifswald, wurde dieser Name beibehalten.